# 鞠武
鞠武（？—？），战国末期燕国人，为燕太子丹的太傅。
为燕国鞠升（鞠升，原名姬升，为燕之太子，因争位失败逃走，弃姬姓，改鞠姓）的曾孙。曾推荐了名士田光和荆轲。